# Kevin Baert
Kevin Baert (Merksem, 19 november 1986) is een Belgische voetballer die onder contract staat bij KFCO Beerschot Wilrijk. Baert is een middenvelder die zijn jeugdopleiding afwerkte bij Merksem SC en Antwerp FC. Tussen 2004 tot 2011 speelde Baert bij de A-kern van Antwerp FC. Tussen juli 2011 en januari 2013 stond hij onder contract bij KV Oostende.
Dit Seizoen speelt hij bij KFCO Beerschot Wilrijk
| Club       | Seizoen    | Totaal aantal wedstrijden | Competitie- wedstrijden | Doelpunten |   |   |
| ---------- | ---------- | ------------------------- | ----------------------- | ---------- | - | - |
| Antwerp FC | 2004-05    | 3                         | 3                       | 0          | 0 | 0 |
| Antwerp FC | 2005-06    | 18                        | 3                       | 4          | 0 | 0 |
| Antwerp FC | 2006-07    | 38                        | 30                      | 2          | 2 | 0 |
| Antwerp FC | 2007-08    | 43                        | 34                      | 3          | 3 | 0 |
| Antwerp FC | 2008-09    | 24                        | 14                      | 1          | 0 | 0 |
| Antwerp FC | 2009-10    | 13                        | 2                       | 1          | 0 | 0 |
| Totaal     |            | 139                       | 86                      | 11         | 5 | 0 |
| Bijgewerkt | 27-09-2009 |                           |                         |            |   |   |